# Cyaniris floresiana
Cyaniris floresiana är en fjärilsart som beskrevs av Courvoisier 1912. Cyaniris floresiana ingår i släktet Cyaniris och familjen juvelvingar. Inga underarter finns listade i Catalogue of Life.